# Sphere Music
Sphere Music es el primer disco de Uri Caine, grabado en 1992. En él muestra su caleidoscópico punto de vista del jazz con influencias clásicas y música yiddish. En colaboración con el importante clarinetista Don Byron, Caine rejuvenece temas de autores como Thelonius Monk. 
Este disco supone un recorrido ecléctico a través de múltiples estados de ánimo y estilos musicales.

## Canciones
1. Mr. B.C.
2. This Is A Thing Called Love
3. When The Word Is Given
4. 'Round Midnight
5. Let Me Count The Ways
6. Jelly
7. Just In Time
8. We See
9. Jan Fan

- Datos: Q5852635